# Joseph-Désiré Court
Joseph-Désiré Court; (Ruan, 14 de septiembre de 1797-París, 23 de enero de 1865) fue un pintor francés de temas históricos y retratos. 

## Vida y obra

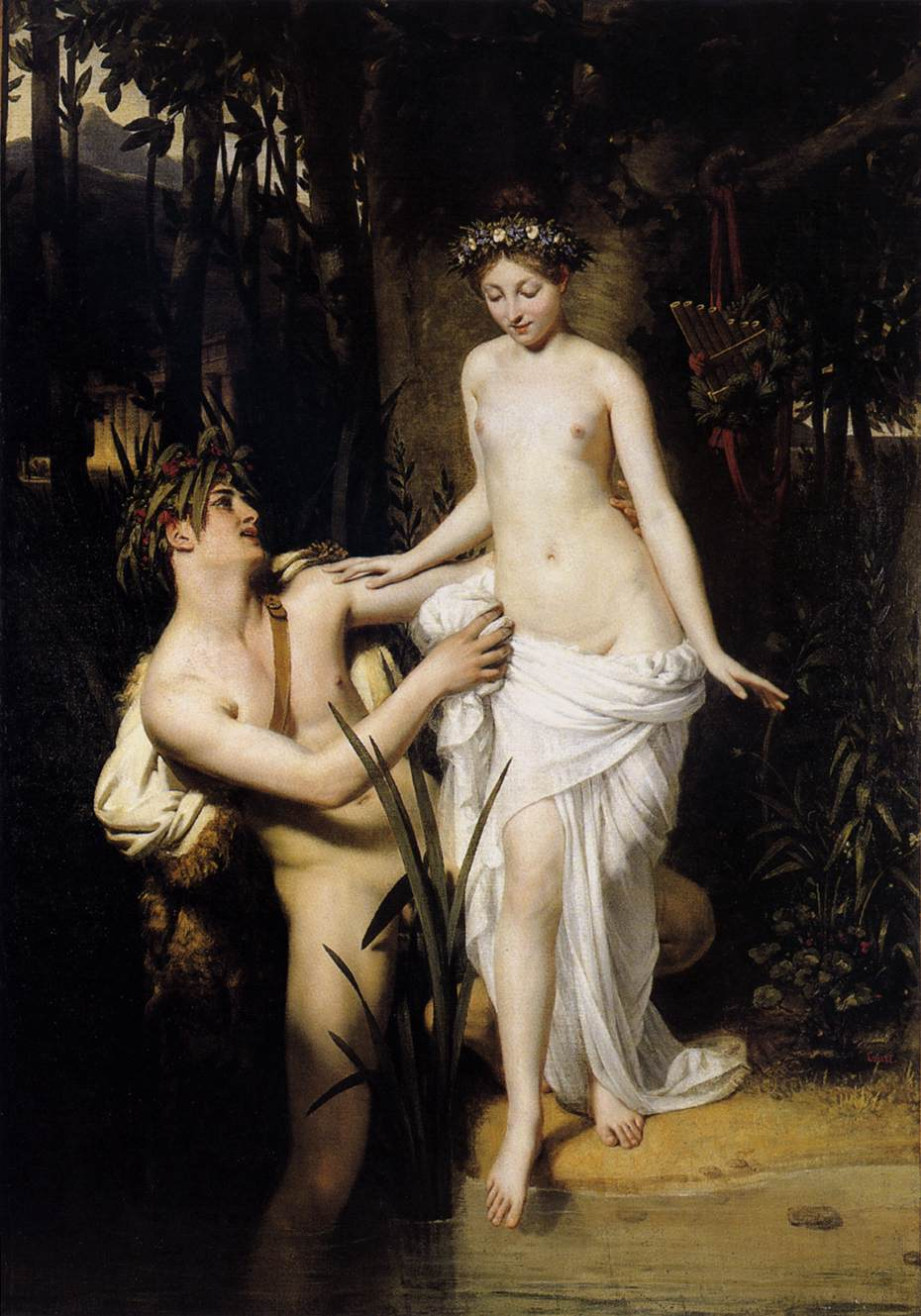

Se convirtió en el pupilo de Antoine-Jean Gros en la École des Beaux-Arts y después de obtener los máximos honores ahí decidió ir a Roma para continuar con sus estudios. Se formaron grandes expectativas de él cuando exhibió en 1827 «La muerte de César», un trabajo que manifiesta un pensamiento serio y un manejo consciente de los hechos de la historia. Esta pintura se encuentra actualmente en el Louvre. Se mostró a sí mismo como un pintor vigoroso en esta y otras obras, capaz de captar un tema con un dominio magistral, además demostró ser un artista de gran mérito en el retrato pictórico. Sin embargo, en algún momento disipó su talento en la producción de una serie de imágenes oficiales pintadas por orden del rey Luis Felipe I de Francia.
El Museo de Bellas Artes de Burdeos tiene un retrato de Henri Fonfrède hecho por él; el Museo de Bellas Artes de Lyon en cambio una «Escena del gran diluvio»; y el Museo de Bellas Artes de Ruan tiene a Boissy-d'Anglas salundando la cabeza de Féraud.